# Élections sénatoriales de 2011 dans la Manche
Les élections sénatoriales dans la Manche ont lieu le dimanche 25 septembre 2011. Elles ont pour but d'élire le sénateur représentant le département au Sénat pour un mandat de six années.

## Contexte départemental
Lors des élections sénatoriales du 23 septembre 2001 dans la Manche, trois sénateurs ont été élus selon un scrutin proportionnel : un PS, Jean-Pierre Godefroy, et deux RPR, Jean Bizet et Jean-François Le Grand.
Depuis, tous les effectifs du collège électoral des grands électeurs ont été renouvelés, avec les élections législatives françaises de 2007, les élections régionales françaises de 2010, les élections cantonales de 2008 et 2011 et les élections municipales françaises de 2008.

## Sénateurs sortants
| Sénateur | Sénateur               | Parti | Fonctions lors de l'élection en 2001  |
| -------- | ---------------------- | ----- | ------------------------------------- |
|          | Jean Bizet             | UMP   | Conseiller général, maire du Teilleul |
|          | Jean-Pierre Godefroy   | PS    | Ancien maire de Cherbourg-Octeville   |
|          | Jean-François Le Grand | UMP   | Président du conseil général          |

## Présentation des candidats et des suppléants
Les nouveaux représentants sont élus pour une législature de 6 ans au suffrage universel indirect par les 1558 grands électeurs du département. Dans la Manche, les sénateurs sont élus au scrutin majoritaire à deux tours. Leur nombre reste inchangé, 3 sénateurs sont à élire. Ils sont 19 candidats dans le département, chacun avec un suppléant.
| T/S | Candidats | Candidats                  | Parti | Principale fonction                                             |
| --- | --------- | -------------------------- | ----- | --------------------------------------------------------------- |
| T   |           | Gérard Duboscq             | PG    |                                                                 |
| S   |           | Fany Héquet-Garcion        | PG    | Conseillère municipale de Granville                             |
| T   |           | Marie-Josèphe Lerenard     | PG    | Adjoint au maire de Cherbourg-Octeville                         |
| S   |           | Eugène Vrac                | PG    | Conseiller municipal de Saint-Georges-de-la-Rivière             |
| T   |           | Michel Verdier             | PG    |                                                                 |
| S   |           | Karine Lacroix             | PG    |                                                                 |
| T   |           | Lucien Boëm                | PS    | Conseiller général, maire de Pont-Hébert                        |
| S   |           | Christine Le Coz           | PS    | Conseillère générale, conseillère municipale de Saint-Lô        |
| T   |           | Gérard Dieudonné           | PS    | Conseiller général, maire de La Lucerne-d'Outremer              |
| S   |           | Danièle Jourdain-Menninger | PS    | Conseillère municipale de Granville                             |
| T   |           | Jean-Pierre Godefroy       | PS    | Sénateur sortant                                                |
| S   |           | Yveline Druez              | PS    | Maire d'Urville-Nacqueville                                     |
| T   |           | Daniel Caruhel             | PRG   | Maire de Granville                                              |
| S   |           | Muriel Jozeau-Marigné      | PRG   | Conseillère régionale, adjointe au maire de Cherbourg-Octeville |
| T   |           | Anne-Marie Cousin          | NC    | Conseillère régionale, maire de Torigni-sur-Vire                |
| S   |           | Michel Quinet              | NC    | Maire de Saint-Sauveur-le-Vicomte                               |
| T   |           | Claude Gatignol            | DVD   | Député                                                          |
| S   |           | Henri Lemoigne             | DVD   | Maire de Créances                                               |
| T   |           | Gilles Quinquenel          | DVD   | Conseiller général, maire d'Hébécrevon                          |
| S   |           | Alain Barteau              | DVD   |                                                                 |
| T   |           | Gabriel Daube              | MoDem | Maire de Périers                                                |
| S   |           |                            | MoDem |                                                                 |
| T   |           | Mathieu Baratte            | DIV   |                                                                 |
| S   |           |                            | DIV   |                                                                 |
| T   |           | Philippe Bas               | UMP   | Conseiller général, ancien ministre                             |
| S   |           | Gilles Beaufils            | UMP   | Conseiller général, maire de Moyon                              |
| T   |           | Jean Bizet                 | UMP   | Sénateur sortant, maire du Teilleul                             |
| S   |           | Chantal Duchemin           | UMP   | Conseillère municipale de Granville                             |
| T   |           | Jean-Louis Valentin        | UMP   | Conseiller régional, conseiller municipal de Valognes           |
| S   |           | Odile Thominet             | UMP   | Maire de Surtainville                                           |
| T   |           | Marie-Françoise Kurdziel   | FN    | Conseillère municipale de Saint-Quentin-sur-le-Homme            |
| S   |           | Jean-Jacques Noël          | FN    |                                                                 |
| T   |           | Mickaël Gautier            | LN    |                                                                 |
| S   |           | Sylviane Pottier           | LN    |                                                                 |
| T   |           | Joël Gautier               | LN    |                                                                 |
| S   |           | Jacqueline Liégeard        | LN    |                                                                 |
| T   |           | Rodrigue Herils            | LN    |                                                                 |
| S   |           | Jannine Huaux              | LN    |                                                                 |

## Résultats
| Candidat et parti politique | Candidat et parti politique | Candidat et parti politique | Premier tour | Premier tour | Second tour | Second tour |
| Candidat et parti politique | Candidat et parti politique | Candidat et parti politique | Voix         | %            | Voix        | %           |
| --------------------------- | --------------------------- | --------------------------- | ------------ | ------------ | ----------- | ----------- |
|                             | Philippe Bas                | UMP                         | 600          | 39,11        | 755         | 49,15       |
|                             | Jean Bizet                  | UMP                         | 614          | 40,03        | 751         | 48,89       |
|                             | Jean-Pierre Godefroy        | PS                          | 537          | 35,01        | 652         | 42,45       |
|                             | Jean-Louis Valentin         | UMP                         | 527          | 34,35        | 640         | 41,67       |
|                             | Lucien Boëm                 | PS                          | 432          | 28,16        | 528         | 34,38       |
|                             | Gérard Dieudonné            | PS                          | 416          | 27,12        | 516         | 33,59       |
|                             | Anne-Marie Cousin           | NC                          | 371          | 24,19        | 390         | 25,39       |
|                             | Marie-Françoise Kurdziel    | FN                          | 56           | 3,65         | 50          | 3,26        |
|                             | Mathieu Baratte             | DIV                         | 4            | 0,26         | 12          | 0,78        |
|                             | Claude Gatignol             | DVD                         | 190          | 12,39        |             |             |
|                             | Gilles Quinquenel           | DVD                         | 176          | 11,47        |             |             |
|                             | Daniel Caruhel              | PRG                         | 92           | 6,00         |             |             |
|                             | Gabriel Daube               | MoDem                       | 84           | 5,48         |             |             |
|                             | Marie-Josèphe Lerenard      | PG                          | 39           | 2,54         |             |             |
|                             | Gérard Duboscq              | PG                          | 38           | 2,48         |             |             |
|                             | Michel Verdier              | PG                          | 34           | 2,22         |             |             |
|                             | Mickaël Gautier             | LN                          | 3            | 0,20         |             |             |
|                             | Joël Gautier                | LN                          | 3            | 0,20         |             |             |
|                             | Rodrigue Herils             | LN                          | 2            | 0,13         |             |             |
|                             |                             |                             |              |              |             |             |
| Inscrits                    | Inscrits                    | Inscrits                    | 1 558        | 100,00       | 1 558       | 100,00      |
| Abstentions                 | Abstentions                 | Abstentions                 | 13           | 0,83         | 7           | 0,45        |
| Votants                     | Votants                     | Votants                     | 1 545        | 99,17        | 1 551       | 99,55       |
| Blancs et nuls              | Blancs et nuls              | Blancs et nuls              | 11           | 0,71         | 15          | 0,96        |
| Exprimés                    | Exprimés                    | Exprimés                    | 1 534        | 98,46        | 1 536       | 98,59       |